# فرنسا في الألعاب البارالمبية الصيفية 2012

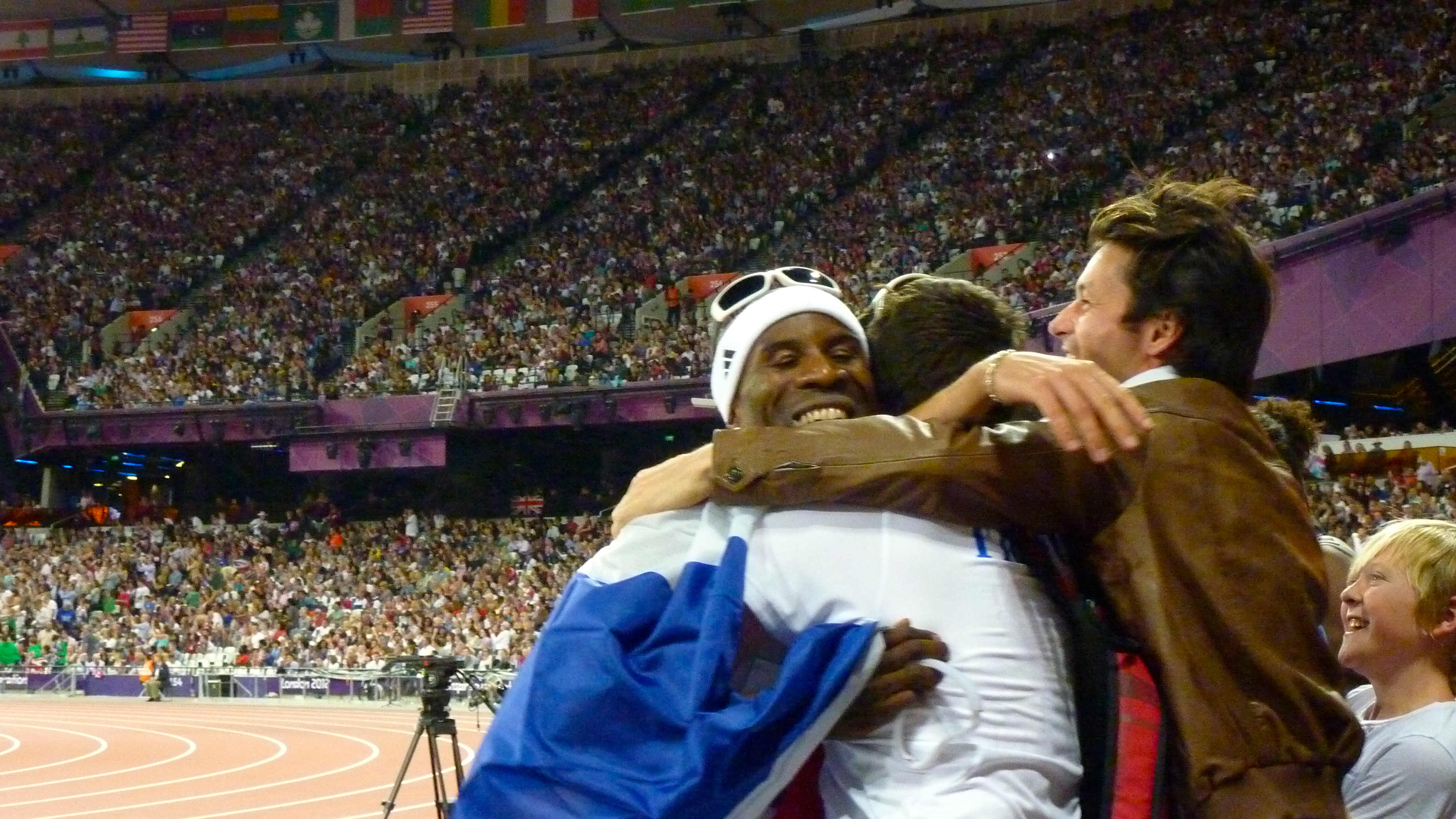
رياضي فرنسي يحتفل مع أفراد الجمهور، 2012

شاركت فرنسا في الألعاب البارالمبية الصيفية لندن 2012, حيث اختتمت الدورة ب 45 ميدالية; 8 ذهبية، 19 فضية و18 برونزية. بهذه النتيجة إحتلت فرنسا المرتبة ... في الدورة.

## وصلات خارجية
- الموقع الرسمي لندن 2012 نسخة محفوظة 28 فبراير 2013 at the UK Government Web Archive